# クアルトゥッチュ
クアルトゥッチュ（イタリア語: Quartucciu）は、イタリア共和国サルデーニャ自治州カリャリ県にある、人口約13,000人の基礎自治体（コムーネ）。

## 地理

### 位置・広がり

#### 隣接コムーネ
隣接するコムーネは以下の通り。
- カリャリ
- モンセッラート
- マラカラゴーニス
- クアルトゥ・サンテーレナ
- セラルジウス
- セッティモ・サン・ピエトロ
- シンナイ